# 尹増鉉
尹 増鉉（ユン・ジュンヒョン、韓国語: 윤증현、1946年9月19日 - ）は、韓国の政治家。同国金融委員会委員長（第5代）、企画財政部長官（第54代）を歴任した。
慶尚南道馬山市出身。1969年にソウル大学校法学大学院を卒業し、2年後、同大学にて行政大学院修士の学位を受け、同年に行政高等考試に首席で合格した。

## 来歴
- 1986年5月27日 - 企画財政部 銀行課長[2]
- 1987年4月6日 - 企画財政部 金融政策課長[3]
- 1990年9月18日 - 企画財政部 税制室審議官[4]
- 1992年8月8日 - 企画財政部 証券局長[5]
- 1994年5月7日 - 企画財政部 金融局長[6]
- 1994年12月28日 - 企画財政部 金融政策室 総括審議官[7]
- 1996年1月5日 - 企画財政部 税制室長[8]
- 1997年1月6日 - 企画財政部 金融政策室長[9]
- 1998年3月13日 -  国立税務大学 学部長[10]
- 1999年6月 - アジア開発銀行総務
- 2004年8月4日 - 金融委員会委員長
- 2009年2月10日 - 企画財政部長官（～2011年6月1日）
- 2010年8月11日 - 国務総理権限代行（～10月1日）